# Don Goodman
Don Goodman (nacido el 9 de mayo de 1966) es un exfutbolista inglés que se desempeñaba como delantero.
Jugó para clubes como el Bradford City, West Bromwich Albion, Sunderland, Wolverhampton Wanderers, Sanfrecce Hiroshima, Barnsley, Motherwell, Walsall, Exeter City, Doncaster Rovers y Stafford Rangers.

## Trayectoria

### Clubes
| Club                    | País       | Año         |
| ----------------------- | ---------- | ----------- |
| Bradford City           | Inglaterra | 1983 - 1987 |
| West Bromwich Albion    | Inglaterra | 1987 - 1991 |
| Sunderland              | Inglaterra | 1991 - 1994 |
| Wolverhampton Wanderers | Inglaterra | 1994 - 1998 |
| Sanfrecce Hiroshima     | Japón      | 1998        |
| Barnsley                | Inglaterra | 1998 - 1999 |
| Motherwell              | Escocia    | 1999 - 2001 |
| Walsall                 | Inglaterra | 2001 - 2002 |
| Exeter City             | Inglaterra | 2002 - 2003 |
| Doncaster Rovers        | Inglaterra | 2003        |
| Stafford Rangers        | Inglaterra | 2003 - 2004 |